# 79 Ceti
Désignations
79 Ceti, également connu sous le nom de HD 16141, est une étoile binaire située à 123 années-lumière du Soleil dans la constellation de la Baleine. Elle a une magnitude apparente de +6,83, ce qui le place en dessous de la limite normale de visibilité à l'œil nu. L'étoile se rapproche de la Terre avec une vitesse radiale héliocentrique de −51 km/s.

## Propriétés
Harlan (1974) a attribué à 79 Ceti un type spectral G2V, correspondant à une étoile de la séquence principale de type G qui génère son énergie par la fusion de l'hydrogène dans son noyau. Cependant, Houk et Swift (1999) lui ont attribué un type spectral G8IV, ce qui suggère qu'elle a épuisé les réserves d'hydrogène en son cœur et a commencé à évoluer à hors de la séquence principale pour devenir à terme une géante rouge. Les estimations de l'âge de l'étoile vont de 6,0 à 9,4 milliards d'années. Sa masse est estimée à 1,06 fois celle du Soleil et son rayon à 1,48 fois. L'étoile rayonne deux fois la luminosité du Soleil et sa température effective est de 5 806 K. Elle a été découvert plus tard que l'écart était dû à une naine rouge supplémentaire dans le système à une séparation projetée de 220 UA[Quoi ?].

## Système planétaire
Le 29 mars 2000, une exoplanète en orbite autour de l'étoile primaire a été annoncée. Elle a été découverte en utilisant la méthode des vitesses radiales. Cet objet a au minimum 0,26 fois la masse de Jupiter et tourne autour de son étoile hôte tous les 75,5 jours.
| Planète | Masse            | Demi-grand axe (ua) | Période orbitale (jours) | Excentricité  | Inclinaison | Rayon |
| ------- | ---------------- | ------------------- | ------------------------ | ------------- | ----------- | ----- |
| b       | 0,260 ± 0,028 MJ | 0,363 ± 0,021       | 75,523 ± 0,055           | 0,252 ± 0,052 |             |       |